# Rugaspidiotus communis
Rugaspidiotus communis är en insektsart som beskrevs av Hu 1986. Rugaspidiotus communis ingår i släktet Rugaspidiotus och familjen pansarsköldlöss. Inga underarter finns listade i Catalogue of Life.